# آزادماهی سگی
آزادماهی سگی یا آزادماهی کتا (نام علمی: Oncorhynchus keta) به یکی از انواع ماهی آزاد گفته می‌شود.

## مصرف خوراکی در آشپزی ژاپنی

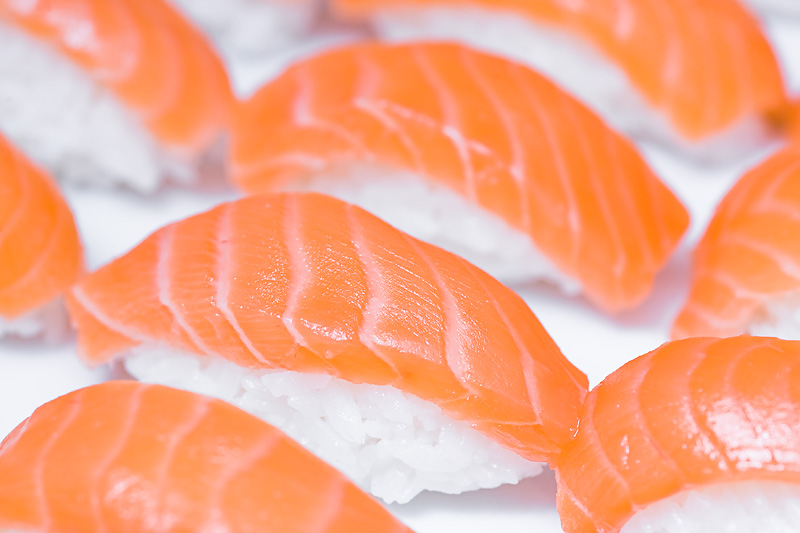
سوشی ساکه یا سوشی آزادماهی سگی.

در آشپزی ژاپنی به آزادماهی سگی، ساکه گفته می‌شود.
- ساشی‌می مصرف ساکه به صورت خام بسیار رایج است. برای مصرف خام آن ابتدا ماهی را به صورت یخ زده درمی‌آورند. یکی از غذاهایی که در آن ساکه به صورت ساشی‌می یا خام مصرف می‌شود، سوشی است. همچنین در روی‌به (صورت یخ زدهٔ سالمون)، مارینو، کای‌سن‌دون (یکی از انواع سوشی) نیز به صورت خام صرف می‌شود.
- نابه‌مونو: ماهی همراه با سوپ و مواد دیگر پخته می‌شود.
- ماهی پخته: ماهی معمولاً در درون فر قرار می‌گیرد. می‌توان آن را در درون کره نیز سرخ کرد.
- تسوکه‌مونو شور و ترشیجات
- ماهی خشک‌شده: مانند آزادماهی دودداده
- کنسرو ماهی